# Miss Sambil Model Venezuela 2005
El Miss Sambil Model Venezuela 2005 fue un concurso de belleza celebrado el 1 de junio de 2005 en el Hard Rock Café Caracas. La ganadora de esta edición fue Alexandra Braun, esto le llevó a competir en el concurso de Miss Tierra ese mismo año, realizado en Filipinas el 23 de octubre de 2005, ganando la primera corona para Venezuela en este certamen, y ganando también el premio al mejor traje de baño.

## Resultados
| Posiciones             | Delegada        |
| ---------------------- | --------------- |
| Miss Sambil Model 2005 | Alexandra Braun |
| Primera finalista      | Shannon de Lima |
| Segunda finalista      | María Escalante |
| Tercera finalista      | Myriam Abreu    |
| Cuarta finalista       | Susana Girardi  |

### Premios
- Miss Internet: Alexandra Braun
- Miss Prensa: Alexandra Braun
- Miss Popularidad: Stephanie Salazar
- Mejor Cuerpo: María Escalante
- Mejores Piernas: Dayana Domínguez
- Ojos Más Hermosos: Susana Girardi
- Cara Más Hermosa: Natalia Barrantes
- Cabello Más hermoso: Leonela Castro

## Participantes
| - Alexandra Braun - Ana Mazzocca - Daniela Angarita - Dayana Domínguez - Gabriela Carrascal | - Johanna Vargas - Leonela Castro - Lorena Loera - María Escalante - Myriam Abreu | - Natalia Barrantes - Shannon de Lima - Stephanie Salazar - Susana Girardi - Yogheisa Adrián |